# 兴南街道
兴南街道，是中华人民共和国天津市南开区下辖的一个乡镇级行政单位。

## 行政区划
兴南街道下辖以下地区：
南马路社区、龙凤里社区、耀远里社区、紫光苑社区、昆裕里社区、怀庆里社区、延生里社区、源德里社区和五马路社区。